# Gunung Glegoh
Gunung Glegoh är ett berg i Indonesien.   Det ligger i provinsen Aceh, i den västra delen av landet, 1 700 km nordväst om huvudstaden Jakarta. Toppen på Gunung Glegoh är 930 meter över havet, eller 486 meter över den omgivande terrängen. Bredden vid basen är 3,8 km.
Terrängen runt Gunung Glegoh är huvudsakligen kuperad. Runt Gunung Glegoh är det glesbefolkat, med 14 invånare per kvadratkilometer. Närmaste större samhälle är Bireun, 19,9 km norr om Gunung Glegoh. I omgivningarna runt Gunung Glegoh växer i huvudsak städsegrön lövskog.